# Olga Donoso
Olga Donoso Puelma (1907-Santiago de Chile, 17 de diciembre de 1952) fue una actriz cómica chilena, activa durante 34 años, hasta su muerte.

## Vida personal
Hija de Arturo Donoso, maquinista (tramoyista) del Teatro Santiago, y Emma Puelma, corista y actriz, provenía de una familia de artistas. Su tía era Elena Puelma, casada con Arturo Bührle.
En 1934 se casó con el actor Lalo Maura, con quien tuvo una hija, Emma Maura Donoso, también actriz. Con posterioridad se separó de él.

## Carrera
Su carrera como actriz se inició a los 10 años de edad, en 1917, cuando participó en la película La agonía de Arauco (también conocida como El olvido de los muertos), de Gabriela Bussenius y al año siguiente, debutó en el teatro. En 1927 se hizo conocida nacionalmente trabajando como actriz en la Compañía Arozamena, junto a Enrique Barrenechea y César Sánchez. En 1928 se consagró definitivamente con una obra dramática de Carlos Cariola y Amadeo González, La Cochayuyo.
En 1930, debido a su creciente gordura, incursionó en el género cómico, formando una compañía de revistas cómicas junto a Pepe Rojas. Al año siguiente, creó la compañía «Los 4 ases», con Pepe Rojas, Orlando Castillo y Evaristo Lillo.
Volvió a incursionar en el cine en 1934 cuando fue actriz de reparto en Norte y sur, primera película sonora realizada en Chile, dirigida por Jorge Délano. 
En los años 30, era considerada la más chispeante actriz cómica, según Maximiliano Salinas. En 1938, fue homenajeada en el Teatro Balmaceda y se la denominó «la Mae West chilena», por su estética exuberante, su capacidad para improvisar y el doble sentido en su humor.

### Proyección internacional
En 1948, trabajó en el circo Cairolli. Con el circo visitó Perú y allí, actuando con Carlos Fontana, se hizo conocida y realizó una gira por varios países, incluyendo Colombia y México. En 1951 en ese país participó en siete películas, como actriz de reparto. En dos de ellas fue acreditada: Anillo de compromiso y Mujeres sin mañana, esta última protagonizada por Leticia Palma.
A lo largo de sus 34 años de actuación, participó en 300 comedias dramáticas, 1000 obras cómicas y 1500 revistas cómicas, además de sus actuaciones en radio.

## Fallecimiento
Falleció a los 45 años, de cirrosis hepática, en el Hospital Salvador, de Santiago.